# Louis Cornemuse
Pour les articles homonymes, voir Cornemuse et Cornemuse (série télévisée).
Louis-Antoine-Ange Cornemuse, né à Saint-Malo le 21 mars 1797 et mort à Paris le 7 mars 1853, est un officier militaire français.

## Biographie
Fils de Pierre-Louis-Marie Cornemuse, quartier-maître en chef de la 40e demi-brigade, natif de Calais, et de Marie-Cécile de Kergu, Louis-Antoine-Ange Cornemuse est né le 21 mars 1797 à Saint-Malo, rue de la Croix-du-Fief. Il est le frère aîné de Félix-Marie Cornemuse (1798-1843), capitaine au 57e régiment d'infanterie de ligne.
Après avoir entrepris des études au collège de Dinan, il s'engage dans l'armée à l'âge de quinze ans, en septembre 1812, dans le 140e régiment d'infanterie de ligne. Sergent-major après la campagne de France, il est nommé lieutenant dans la légion des Côtes-du-Nord (futur 12e de ligne) après Waterloo. C'est avec le grade de capitaine adjudant-major qu'il prend part à l'expédition d'Espagne en 1823.
En 1827, il épouse la fille de son chef de bataillon, Joséphine Coliny (vers 1811-1881). Leur fille Marie-Cécile (1829-1891) deviendra l'épouse de l'homme de lettres Ferdinand de Gramont et la mère du dramaturge et critique dramatique Louis de Gramont.
Adjudant-major lors de la campagne des Dix-Jours et du siège d'Anvers, Cornemuse est promu major au 53e de ligne en 1835, puis lieutenant-colonel en 1840 et colonel en 1845. C'est avec ce dernier grade qu'il commande le 14e léger lors des Journées de Juin 1848, obtenant ainsi la croix d'officier de la Légion d'honneur (il sera promu commandeur le 10 novembre 1851). Au début de l'année 1849, il préside le 2e conseil de guerre chargé de juger les insurgés accusés du meurtre du général Bréa. Par arrêté du président de la République en date du 1er mai 1849, le colonel Cornemuse est élevé au grade de général de brigade.
Le 27 juin 1849, le général Cornemuse se déclare candidat au siège de député de Seine-et-Oise laissé vacant par le général Changarnier, qui a opté pour la Somme. Il se désiste cependant quelques jours plus tard afin de ne pas diviser les voix du parti de l'Ordre, laissant ainsi le champ libre à Napoléon Lepic.
Il est nommé l'année suivante chef d'état-major général de l'armée de Paris sous le commandement du général Magnan. Promu général de division le 14 janvier 1853, il est atteint d'une fluxion de poitrine quelques jours plus tard. Au terme d'une convalescence de six semaines, la rupture d'un vaisseau entraîne une hémorragie fatale : le 7 mars, le général Cornemuse meurt dans son logement de fonction du pavillon de Marsan, au palais des Tuileries. Après la célébration des obsèques en l'église Saint-Germain-l'Auxerrois, il est inhumé dans la 27e division du cimetière du Père-Lachaise.

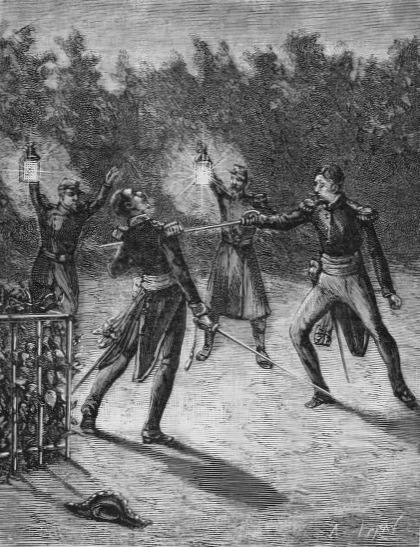
Gravure de 1881 illustrant la rumeur du duel entre Cornemuse et Saint-Arnaud.

L'annonce de sa mort ayant été suivie de peu par celle du départ du maréchal de Saint-Arnaud pour les îles d'Hyères, une rumeur s'est aussitôt développée dans les milieux hostiles au Second Empire : après la disparition d'une forte somme déposée par Napoléon III sur la cheminée du cabinet de l'empereur aux Tuileries, le maréchal aurait tenté de se disculper en accusant le général, provoquant ainsi un duel au cours duquel Cornemuse aurait été tué.